# Air Train Newark
| Transverse track | Unknown BSicon "XBHF-Rq" | Transverse track |  |

| Unknown BSicon "uSTR+l" | Unknown BSicon "uKXBHFe-Lq" |  |  |

| Urban station on track |

| Unknown BSicon "uSTRl" | Unknown BSicon "uBHFq" | Unknown BSicon "uSTR+r" | Airport |

|  |  | Urban station on track | Airport |

| Unknown BSicon "uSTR+l" | Unknown BSicon "ueBHFq" | Unknown BSicon "uSTRr" |  |

| Urban station on track |

| Unknown BSicon "ueBHF" |

| Urban end station |  |  | Airport |

|  |  |  |  |

| Transverse track | Unknown BSicon "XBHF-Rq" | Transverse track |  |

| Unknown BSicon "uSTR+l" | Unknown BSicon "uKXBHFe-Lq" |  |  |

| Urban station on track |

| Unknown BSicon "uSTRl" | Unknown BSicon "uBHFq" | Unknown BSicon "uSTR+r" | Airport |

|  |  | Urban station on track | Airport |

| Unknown BSicon "uSTR+l" | Unknown BSicon "ueBHFq" | Unknown BSicon "uSTRr" |  |

| Urban station on track |

| Unknown BSicon "ueBHF" |

| Urban end station |  |  | Airport |

|  |  |  |  |

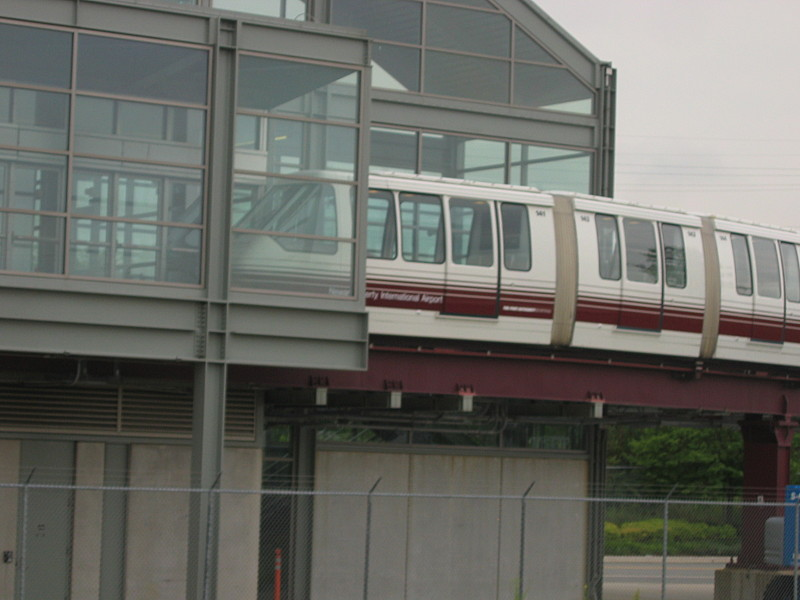

Air Train Newark, skrivet i marknadsföringssyfte som AirTrain Newark, är en monorailjärnväg som trafikerar Newark Liberty International Airport. Den trafikeras ca var tredje minut 05:00–00:00, och var 15:e minut 00:00–05:00. Air Train Newark är gratis inom flygplatsen, samt är handikappvänligt. 
Air Train Newark binder samman alla terminaler, hyrbil - och hotellfaciliteter, liksom parkeringsplatser. Längden är 4,8 km. 
Tåget ansluter även till NJ Transits pendeltåg (på sträckorna New York Penn Station - Trenton (anslutning i Trenton mot Philadelphia med SEPTA pendeltåg) och New York Penn Station / Hoboken - Bay Head) och Amtraks regionaltåg (mellan Boston och Washington D.C. och i enstaka fall till Richmond eller rentav Newport News) vid en järnvägsstation som heter Newark Liberty International Airport Station (denna station är ej tillgänglig till fots, bara med tåg). Även någon enstaka tur på Amtraks Keystone Service, som går mellan New York och Harrisburg, trafikerar stationen.
En resa Newark Liberty International Airport Station - New York Penn Station tar ca 30 min med NJ Transit, och runt 20 - 25 min med Amtrak. 